# Draaibas

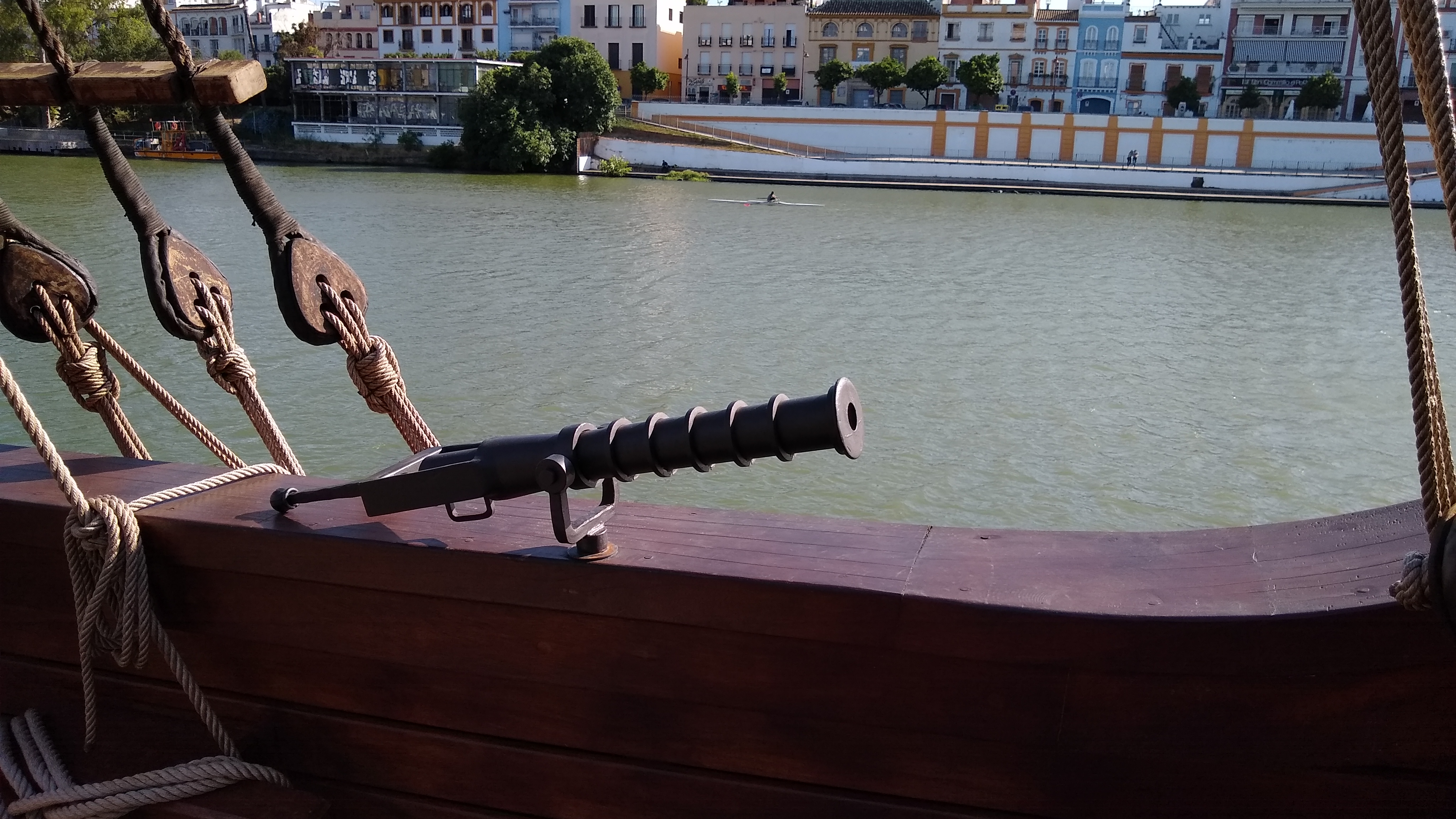
Draaibas met vork

Een draaibas is een klein gietijzeren of bronzen kanon. Een klein geschut van 1/2 à 2 pond kaliber, dat met behulp van een mik, een ijzeren staaf met draaimechanisme, op de reling of op de kampanje van het schip kon worden gemonteerd en in alle richtingen kon worden afgevuurd. Ze werden geladen met een kogel, schroot, stenen of kartetsen. 
Draaibassen brachten relatief weinig schade toe aan vijandige schepen en werden dan ook vooral gebruikt voor het geven van waarschuwingsschoten en voor bijvoorbeeld het beschieten van een vijandige bemanning bij enterpogingen. Ze konden ook worden gebruikt voor waarschuwingssignalen.
Rond 1860 werden ze door de Koninklijke Marine bij uitzondering nog gebruikt tot het bewapenen van kleine vaartuigen (sloepen, enz.) waarop weinig ruimte is, vroeger tot bewapening van de boorden der galeiën. Van 1 kaliber waren ze nog in op alle schepen in gebruik, maar ze werden echter niet meer aangemaakt.